# L'ase i els seus amos
L'ase i els seus amos és una faula recollida per diversos autors, entre ells Isop i Jean de La Fontaine. Altres versions cèlebres són les de Gabriele Faerno i Samuel Croxall

## Argument
Un ase propietat d'un jardiner es queixava amargament de la seva vida perquè havia de matinar massa per portar l'herba al mercat. Els déus li concediren un canvi d'amo i passà a mans d'un pelleter. Llavors es queixava que la seva vida era encara pitjor perquè les pells pesen més que les herbes i a sobre feien pudor. Fou donat a un carboner, però no solament la càrrega era igual de pesant sinó que a més a més rebia cops. Aleshores es penedí d'haver demanat deixar el seu primer amo.

## Anàlisi
La faula denuncia que hom mai no està content amb la situació que li ha tocat viure però que queixar-se és un error perquè sempre es pot anar a pitjor i que tots els estats tenen els seus desavantatges. A la versió clàssica és Zeus qui atorga els favors a l'ase i a les versions moderna apareixen uns déus innominats o bé la Providència, una personificació de la divinitat o del destí.
Originàriament la faula estava pensada per aplicar-se als esclaus (d'aquí la queixa sobre els amos). Un tema similar però ja sense aquesta connotació es troba a la faula Les granotes que demanen un rei, on es generalitza a qualsevol situació.